# PalmSource, Inc.
PalmSource, Inc. (NASDAQ: PSRC) é a companhia responsável pelo desenvolvimento do Palm OS. Tornou-se independente depois da divisão de Palm, Inc. em divisões de hardware e software distintas.